# Lamu
Lamu ist eine flache, etwa 12 × 6 km große Sandinsel mit Mangrovenbuchten vor der Küste Kenias im Indischen Ozean. Sie bildet mit den Inseln Manda und Pate den Lamu-Archipel.
Auf der nur 120 bis 800 Meter vom Festland entfernten Insel Lamu befinden sich die Ortschaften Lamu Town (Hauptstadt und Teil des UNESCO-Welterbes), Shela, Matondoni und Kipungani. In der Hauptstadt leben ca. 15.000 Einwohner. Auf der Insel wird Swahili gesprochen. Die Anreise kann beispielsweise mit dem Bus von Mombasa aus in einer Tagesreise bis zur Busstation Mokowe und anschließendem Übersetzen erfolgen. Flugzeuge landen auf der Nachbarinsel Manda von Nairobi und Malindi aus.

## Geschichte
Zuerst kamen Händler, die sich im 5. oder 6. Jahrhundert hier niederließen und deren Nachkommen, die Swahili, die Lamu mit ihrer Sprache und ihrer Kunst prägten. Arabische Händler aus Oman brachten der Insel nicht nur Waren, sondern auch den Islam. Heute bekennt sich fast die gesamte Inselbevölkerung zum Islam. Stärkere Besiedlungen lassen sich im 14. Jahrhundert nachweisen. 1505 ankerten erstmals portugiesische Kriegsschiffe vor Lamu.  Von 1506 bis 1698 wurde Lamu durch die Portugiesen beherrscht. 1698 wurde es durch Oman erobert. Der Sultan von Oman errichtete von 1812 bis 1831 das Fort, welches heute als Museum dient.
Mitte des 19. Jahrhunderts geriet Lamu unter den politischen Einfluss des Sultans von Sansibar. Von 1888 bis 1891 bestand in Lamu eine deutsche Postagentur, die die Kommunikation mit einer kurzzeitigen deutschen Besitzung im Sultanat Witu erleichtern sollte. 1890 fiel die Insel durch den Helgoland-Sansibar-Vertrag gemeinsam mit Kenia unter britische Kolonialherrschaft. 1963 erlangte Lamu als Teil der britischen Kolonie Kenia die politische Unabhängigkeit, der Einfluss der kenianischen Zentralregierung blieb jedoch gering, auf Lamu lebt man weiterhin sein Eigenleben.

## Wirtschaft
Wirtschaftlich lebte die Insel bis zum Beginn des 20. Jahrhunderts vom Sklavenhandel. Das Sklavenhandelverbot 1907 stürzt Lamu in eine Wirtschaftskrise. Heute lebt die Insel vom Fischfang, etwas Obst- und Gemüseanbau und dem Tourismus, wobei auch hier die Rucksacktouristen wegen der relativen Unberührtheit weiter Dünenlandschaften und Sandstrände eine Pionierrolle hatten. Bis heute leidet das einst vom Jet-Set bis hin zu Backpackern beliebte Reiseziel jedoch unter zwei tödlich verlaufenen Entführungsfällen durch somalische Piraten und Banditen im September und Oktober 2011. Dabei fand die Entführung vom September 2011 viel weiter nördlich auf der kaum besuchten Insel Kiwayu statt, wurde trotzdem mit der Hauptinsel Lamu in Verbindung gebracht, weil diese bekannter ist als der Tatort. Im Oktober 2011 wurde eine Französin aus ihrem Haus auf der gegenüberliegenden Insel Manda verschleppt, sie verstarb später.
Der gesamte 12 Kilometer lange, sehr breite Südstrand ist nahezu unbewohnt. Auf Lamu sind Autos verboten. Die beiden Ausnahmen bilden das Fahrzeug des District Commissioners und ein Krankenwagen. Der Transport von Waren und Personen wird daher mit Booten abgewickelt oder aber mit den mehreren Tausend Eseln, die unter anderem das Stadtbild von Lamu-Town prägen.
Im Rahmen des LAPSSET-Projekts (Lamu Port Southern Sudan-Ethiopia Transport) ist geplant, in Lamu eine große Hafenanlage zu errichten, die den Hafen von Mombasa entlasten soll. Dazu gehört auch der Bau von Pipelines, die Lamu mit Äthiopien und Südsudan verbinden, ein Kohlekraftwerk sowie eine Raffinerie im nahen Bargoni. Außerdem sollen als Verkehrskorridore Bahnlinien und Straßenverbindungen nach Äthiopien und Südsudan entstehen und in Lamu ein internationaler Verkehrsflughafen gebaut werden.

## Sehenswürdigkeiten
- Lamu-Altstadt (UNESCO-Weltkulturerbe seit 2001)
- Lamu Museum
- Fischerdörfer

## Klimatabelle
|                       | Jan  | Feb  | Mär  | Apr  | Mai  | Jun  | Jul  | Aug  | Sep  | Okt  | Nov  | Dez  |   |      |
| Mittl. Tagesmax. (°C) | 30,9 | 31,3 | 32,1 | 31,1 | 29,0 | 28,0 | 27,4 | 27,5 | 28,3 | 29,5 | 30,8 | 31,2 | ⌀ | 29,7 |
| Mittl. Tagesmin. (°C) | 24,5 | 24,7 | 25,5 | 25,6 | 24,5 | 23,7 | 23,2 | 23,1 | 23,5 | 24,3 | 24,6 | 24,6 | ⌀ | 24,3 |
|                       |      |      |      |      |      |      |      |      |      |      |      |      |   |      |
| Niederschlag (mm)     | 6    | 4    | 25   | 130  | 329  | 164  | 75   | 40   | 39   | 40   | 39   | 28   | Σ | 919  |
|                       |      |      |      |      |      |      |      |      |      |      |      |      |   |      |
| Sonnenstunden (h/d)   | 9,1  | 9,3  | 8,8  | 7,3  | 8,4  | 8,7  | 7,9  | 9,9  | 9,1  | 9,7  | 10,2 | 8,9  | ⌀ | 8,9  |
|                       |      |      |      |      |      |      |      |      |      |      |      |      |   |      |
| Regentage (d)         | 1    | 1    | 3    | 10   | 15   | 15   | 11   | 8    | 7    | 5    | 6    | 3    | Σ | 85   |
|                       |      |      |      |      |      |      |      |      |      |      |      |      |   |      |
| Luftfeuchtigkeit (%)  | 77   | 77   | 76   | 80   | 82   | 78   | 77   | 77   | 77   | 78   | 79   | 79   | ⌀ | 78,1 |

| 24,5 |

| 24,7 |

| 25,5 |

| 25,6 |

| 24,5 |

| 23,7 |

| 23,2 |

| 23,1 |

| 23,5 |

| 24,3 |

| 24,6 |

| 24,6 |

| 24,5 |

| 24,7 |

| 25,5 |

| 25,6 |

| 24,5 |

| 23,7 |

| 23,2 |

| 23,1 |

| 23,5 |

| 24,3 |

| 24,6 |

| 24,6 |